# Annexina

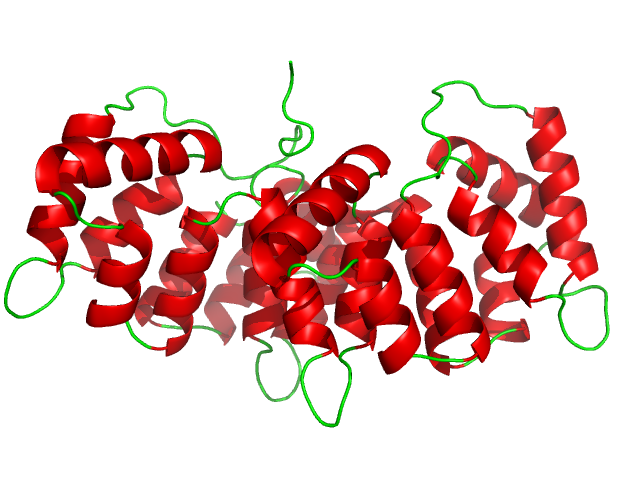
Estructura de l'Annexina III humana

L'Annexina és el nom comú que reben un grup de proteïnes cel·lulars, que es troben en tots els regnes (animal, vegetal i fong) excepte als bacteris.
Als humans, l'annexina es troba dins de les cèl·lules. Tot i això algunes annexines (annexina A1, A2, A5) han estat trobades també fora d'ella, per exemple, a la sang. Ara bé, la manera com l'annexina és transportada fora de la cèl·lula cap a la sang és un misteri, ja que els manca el pèptid senyal necessari que porta la informació perquè una proteïna pugui ser secretada fora d'ella.
És coneguda també com a lipocortina. Les Lipocortines suprimeixen la fosfolipasa A2. Aquest és el mecanisme pel qual els glucocorticoids (principalment el cortisol) inhibeixen la inflamació.

## Introducció
La família de proteïnes anomenades annexines ha anat creixent des que la seva associació amb les membranes intracel·lulars va ser per primer cop presentada l'any 1977. El reconeixement que aquestes proteïnes eren membres d'una ampla família de proteïnes va esdevenir-se, per primer cop, després de comparacions amb altres seqüències proteiques i la seva reactivitat creuada amb anticossos. Un d'aquests treballadors (Geisow) les va designar amb el nom d'Annexina poc després.
L'any 2002 ja hi havia 160 proteïnes annexines identificades en 65 espècies diferents. El criteri que s'ha seguit per incloure una proteïna en el grup de les annexines és que ha de ser capaç d'unir-se a fosfolípids carregats negativament en un procés depenent de calci i que ha de portar una seqüència repetida de 70 aminoàcids anomenada ‘repetició annexina’.
L'estructura bàsica de l'annexina està composta per dos grans dominis. El primer està localitzat al Terminal –COOH i s'anomena regió ‘cor’. La segona es troba al terminal NH2- i s'anomena regió ‘cap’. La primera consisteix en un disc d'hèlix alfa. El costat convex del disc té 2 llocs d'unió al calci. Són importants per permetre la interacció amb els fosfolípids a la membrana plasmàtica. L'altra regió es troba al costat còncau del la regió ‘cor’ i és important per proporcionar un lloc d'unió per les proteïnes citoplasmàtiques. Algunes annexines poden fosforilar-se i causar canvis d'afinitat amb el calci a la regió ’cor’, o bé alterar la interacció amb les proteïnes del citoplasma.
Són importants en alguns processos cel·lulars i fisiològics com la proporció d'una coberta a la membrana la qual és important en el canvis de forma de la cèl·lula. També se sap que estan involucrades en el tràfic i organització de vesicules, l'exocitosi, endocitosi i la formació del canal iònic de calci. Aquestes proteïnes també es relacionen, quan es troben en l'espai extracel·lular, amb la fibrinolisi, la coagulació, la inflamació i l'apoptosi.
El primer estudi a identificar les annexines va ser publicat per Creutz et al. (1978). Dits autors van usar glàndules d'adrenalina d'un boví i van identificar-hi una proteïna dependent de calci la qual era responsable de l'agregació de grànuls i la membrana plasmàtica. Aquesta proteïna va ser anomenada sinexina, nom que prové de la paraula grega “synexis” que significa “reunió”.

## Estructura
Algunes famílies de les annexines han estat identificades segons la seva estructura i les seves funcions. No obstant, totes les annexines comparteixen una organització comuna que inclouen dues regions diferents: El cor de l'annexina i el terminal amino (N). La primera roman inalterada mentre que, per contra, la segona canvia enormement. Aquesta variabilitat és una construcció física per la variació entre subfamílies d'annexines.
El ‘cor’ de l'annexina, que està format per 310 aminoàcids té 4 seqüències de repetició, cada una compresa de 5 hèlix alfa. L'excepció és l'annexina A-VI que té dos dominis “cor” connectats per un enllaçant flexible. Aquesta annexina va ser produïda per via de duplicació i la fusió dels gens per l'A-V i l'A-X i, per tant, la seva longitud no será discutida. Les quatre repeticions d'annexina produeixen una proteïna corbada i permeten que hi hagi diferències funcionals gràcies a l'estructura d'aquesta. El costat còncau del ‘cor’ d'annexina actua recíprocament amb el terminal amino i amb missatgers citosòlics secundaris, mentre que el costat convex conté llocs d'unió específics per calci. Cada ‘cor’ d'annexina té un lloc d'unió amb el calci de tipus II, també conegut com un tipus d'annexina; aquests llocs són la ubicació típica d'interaccions iòniques de la membrana. No obstant, altre mètodes de connexions amb la membrana són possibles. Per exemple, l'A-V esposa un residu de triptòfan sobre els llocs d'unió del calci que poden interaccionar amb la cadena hidrocarbonada de la bicapa lipídica.
Les diferents estructures del terminal-N confereixen especificitat a la senyalització intracel·lular de l'annexina. En totes elles es pensa que aquest terminal se situa dins el costat còncau del cor de l'annexina i es plega separadament de la resta de la proteïna.[6]. L'estructura d'aquesta regió pot ser dividida en dues amples categories: el curt i el llarg terminal-N. El primer, com es veu a l'A-III, consisteix en 16 o menys aminoàcids i es mou al llarg del costat còncau del cor de l'annexina interaccionant-hi mitjançant ponts d'hidrogen.[8] Es pensa que estabilitza el complex de l'annexina per incrementar el nombre d'unions amb el calci i, a més, poden ser els llocs on es duen a terme modificacions post-traduccionals.[8]. Per contra, el terminal-N llarg pot tenir fins a 40 residus I té un paper més complex en la senyalització de l'annexina. [6]. Per exemple, en l'A-I aquest terminal es plega com una hèlix alfa amfipàtica I s'insereix en el ‘cor’ de la proteïna, desplaçant l'hèlix D de la seqüència de repetició de l'annexina III. No obstant això, durant els enllaços amb el calci, és empès for a del ‘cor’ de l'annexina per canvis conformacionals dintre de la proteïna. Per tant, el terminal-N pot interaccionar amb altres proteïnes, principalment la família de proteïnes S-100, i inclou llocs de fosforilació els quals permeten properes senyalitzacions. L'A-II també pot utilitzar el terminal-N llarg per formar heterotrímers entre una proteïna S-100 i dos annexines perifèriques. La diversitat quant a l'estructura és la raó per l'ampla gamma funcional d'aquests complexos missatgers intracel·lulars.

## Localització a la cèl·lula.

### Membrana
Les annexines estan caracteritzades per la seva habilitat dependent de calci d'unir-se a fosfolípids carregats negativament. (p.e. a les parets de les membranes). Estan localitzades en algunes, però no totes, les superfícies dins la cèl·lula, les quals serien evidències de l'heterogeneïtat de la distribució del calci dins la cèl·lula.

### Nucli
Les espècies d'annexina II,V,XI han estat trobades dins les membranes. S'ha vist que l'activitat de la tirosina-cinasa augmenta els nivells de concentració de les annexines II i V dins el nucli. L'annexina XI predomina dins del nucli però no en el nuclèol. Durant la profase aquesta es traslladarà cap a l'envoltori nuclear.

### Ossos
Les annexines són abundants en les vesícules de la matriu dels ossos i es relacionen amb l'entrada de vesícules de Ca2+ durant la formació de la hydroxyapatite. No està estudiat del tot aquest fenomen, però es creu que les annexines desenvolupen un paper important a l'hora de tancar el coll de les vesícules de la matriu tal com fa a l'endocitosi.

## Rol en el transport vesicular

### Exocitosi
S'ha observat que les annexines desenvolupen un paper al llarg de la via de l'exocitosi, exactament en etapes posteriors, a prop o a la membrana cel·lular. Una de les proves que certifiquen aquest fet és que s'han trobat annexines en organismes inferiors com el Paramecium, a través del reconeixement d'anticossos.
L'annexina VII va ser la primera a ser descoberta mentre es feia una recerca sobre les proteïnes que incitaven el contacte i la fusió de grànuls chromaffin. No obstant, estudis in vitro han mostrat que aquesta annexina no promou la fusió de membranes, només l'apropament entre una i altra.

### Endocitosi
S'ha trobat que les annexines estan, també, implicades en el transport i la classificació de fenòmens endocitòtics. L'annexina I és un substrat de l'EGF (el factor de creixement epidèrmic) tirosina-cinasa que es fosforila al terminal-N quan el receptor és interioritzat. Seqüències senyal específiques han estat trobades al terminal-N de les annexines I i II, les quals són útils durant la classificació de vesícules endocítiques. Estan presents en diferents processos endocitòtics. L'annexina VI, com es pensa, està implicada en processos de gemmació depenent de clatrina, on l'annexina II està present tant a l'èster colesteril internalitzat com en la biogènesi d'endosomes multi vesiculars.

## Scaffolding de membrana
Les annexines poden funcionar com proteïnes de suport per ancorar altres proteïnes a la membrana de la cèl·lula. Les annexines s'uneixen en forma de trímers, i aquesta formació és facilitada pel flux de calci i l'eficient unió de la membrana. Aquesta formació del trímer és estabilitzada, moltes vegades, per altres ‘cors' d'annexina situats a la periferia. Més aviat o més tard, els trímers d'annexina s'uniran i formaran la membrana de la cèl·lula. Aquest fet induirà la formació de xarxes d'annexina unides a la membrana. Aquestes xarxes poden intuir la gemmació de vesícules involucrades en l'exocitosi.
Mentre els diferents tipus d'annexina poden actuar com a suports de la membrana, l'annexina IV és la més abundant unida a la membrana. Pot formar xarxes bidimensionals quan està unida a la unitat fosfatidilserina de la membrana. Aquesta proteïna és eficaç en l'estabilització dels canvis conformacionals de la cèl·lula durant l'exocitosi i l'endocitosi, així com en altres processos de la membrana de la cèl·lula. Altrament, les annexines I i II uneixen la fosfatidilserina amb unitats de fosfatidilcolina a la membrana de la cèl·lula i sovint es troben formant agregats monocapa que manquen d'una forma definida.
A més, ambdues s'han trobat unint PIP2 (phosphatidylinositol-4,5-bisphosphate) a la membrana de la cèl·lula i faciliten l'ensamblatge de l'actina prop de la membrana. Més recentment, la funció de suport de les annexines s'ha vinculat a usos mèdics. Aquestes implicacions mèdiques han estat destapades amb estudis in vivo on se segueix el camí d'un òvul fertilitzat a través de l'úter. Després de la fertilització, l'òvul ha d'entrar a un canal, l'obertura del qual és 5 vegades més petita que el diàmetre de l'òvul. Un cop hi ha passat, es creu que les annexines promouen el plegament de la membrana, que ho fa com si fos un acordió, podent-se tornar a estirar i recuperar la seva forma original. Tot i que aquest mecanisme va ser descobert en l'annexina NEX-1 d'un nematode, es creu que un procés semblant té lloc a les persones i altres mamífers.

### Organització de la membrana i tràfic
Certes annexines han estat observades desenvolupant un paper actiu en l'organització de la membrana. L'annexina A-II ha estat extensament estudiada en aquest aspecte i s'ha denotat que està fortament involucrada en l'organització de lípids de la bicapa a prop dels llocs d'assemblatge de l'actina. L'annexina II pot unir in vivo la PIP2 a la membrana de la cèl·lula amb una gran afinitat.
A més, aquesta pot unir també altres lípids de membrana com el colesterol, on aquest enllaç és possible gràcies a l'actuació d'ions calci. Aquest enllaç amb lípids de la bicapa dirigeix l'organització dels ‘lípid rafts' de la bicapa als llocs d'assemblatge amb l'actina. De fet, l'annexina A-II és pròpiament una proteïna d'anclatge amb l'actina i com a conseqüència pot formar una regió d'interacció amb l'actina gràcies a les seves propietats filamentoses pròpies de l'actina. En el seu moment, aquest fet permet properes interaccions cèl·lula-cèl·lula entre monocapes de cèl·lules epitelials o endotelials. A més de l'annexina A-II, la A-XI ha estat també relacionada amb l'organització de les propietats de membrana. Aquest annexina es creu que està altament involucrada en l'última fase de la mitosi: la citocinesi. En aquest etapa, se separen definitivament les dues cèl·lules filles gràcies al fet que aquesta insereix una nova membrana que es creu que és necessària per a la separació. Es pensa que sense ella, les dues cèl·lules resultants no se separarien completament i es podria desembocar en una apoptosi.

## Significat Clínic

### Apoptosi i inflamació
L'annexina A-I es pensa que és una de les annexines més implicades en la resposta antiinflamatòria. Sobre la infecció o el mal als teixits, es creu que aquesta proteïna redueix la inflamació dels teixits interaccionant amb els receptors de l'annexina A-I als leucòcits. Per la seva part, l'activació d'aquestes receptors porta com a conseqüència enviar els leucòcits al lloc de la infecció i localitzar directament l'objectiu on s'està produint aquesta inflamació. Com a resultat, això inhibeix el transvasament dels vasos dels leucòcits (específicament neutròfils) i redueix la magnitud de la resposta inflamatòria. Sense aquesta annexina regulant aquesta resposta, l'atravessament dels vasos per part dels neutròfils és altament activa i empitjora la resposta inflamatòria en els teixits infectats o malmesos. L'annexina A-I ha estat també implicada en els mecanismes apoptòtics de la cèl·lula. Quan es troba a la superfície dels neutròfils, l'annexin A-I promou mecanismes pro-apoptotics. En canvi, quan es troba a la superfície d'una cèl·lula, l'annexina A-I promou l'eliminació de cèl·lules que ja han patit apoptosi. A més a més, l'annexina A-I té algunes implicacions mèdiques en el tractament del càncer. Pot ser utilitzada com a proteïna superficial per marcar algunes forms de tumors que poden ser identificats per diverses immunoteràpies amb anticossos contra l'annexina A-I.

### Coagulació
L'annexina A-V és la que té un paper més important en els mecanismes de coagulació. Com altres tipus d'annexina, aquesta també pot ser expressada a la superfície de la cèl·lula I pot funcionar per formar cristalls bidimensionals per protegir els lípids de la membrana de la participació en mecanismes de coagulació. Parlant en to mèdic, els fosfolípids poden, sovint, ser reclutats per respostes autiimmunitàries, més habitualment es poden observar en casos de pèrdua fetal durant l'embaràs. En molts casos, els anticossos contra l'annexina A-V destrueixen els cristalls bidimensionals i descobreixen els fosfolípids de membrana, fent així que siguin capaços d'actuar en diferents mecanismes de coagulació.

### Fibrinolisi
Mentre que diferents tipus d'annexina poden estar implicades en processos de fibrinòlisi, annexina A-II és la que més sovint està implicada en aquest tipus de resposta. Es creu que la presència de l'annexina A-II a la superfície cel·lular serveix com a receptor del plasminogen, el qual produeix plasmina. La producció de plasmina actuarà en contra del mecanisme fibrinòlisi propiciant la degradació de la fibrina. Per tant, la destrucció de la fibrina és una mesura preventiva natural perquè protegeix de la formació de coàguls de sang a causa de les xarxes de fibrina.
Evidenment, l'annexina A-II té implicacions mèdiques, ja que pot ser utilitzada en tractaments de diverses malalties cardiovasculars que destrueixen coàguls de sang formats per xarxes de fibrina.

## Tipus/subfamílies
- Annexina, tipus I IPR002388
- Annexina, tipus II IPR002389
- Annexina, tipus III IPR002390
- Annexina, tipus IV IPR002391
- Annexina, tipus V IPR002392
- Annexina, tipus VI IPR002393
- Alpha giardin IPR008088
- Annexina, tipus X IPR008156
- Annexina, tipus VIII IPR009115
- Annexina, tipus XXXI IPR009116
- Annexina, tipus fungal XIV IPR009117
- Annexina, tipus plant IPR009118
- Annexina, tipus XIII IPR009166
- Annexina, tipus VII IPR013286
- Annexina com a proteïna IPR015472
- Annexina V IPR015473
- Annexina XI IPR015475

## Proteïnes humanes que contenen aquest domini
ANXA1; ANXA10; ANXA11; ANXA13; ANXA2; ANXA3; ANXA4; ANXA5; ANXA6; ANXA7; ANXA8; ANXA8L1; ANXA8L2; ANXA9;